# Alpaida negro
Alpaida negro är en spindelart som beskrevs av Levi 1988. Alpaida negro ingår i släktet Alpaida och familjen hjulspindlar. Inga underarter finns listade i Catalogue of Life.